# Норківництво в Україні
Норківництво в Україні — галузь тваринництва України, підприємства якої зайняті промисловим розведенням та утриманням норок. Норківництво було і залишається в Україні найбільшим виробником хутрової продукції (до 90 %) та реалізації племінного молодняку.

## Історія
У 1928 році з Канади, а 1929 року зі США до колишнього СРСР було завезено перші дві партії диких темно-коричневих американських норок (Mustela vison Schr.). Саме з цього поголів'я розпочалося становлення норківництва. З 1928 по 1950-ті роки тривав період одомашнення завезених норок. Зусилля в цей час були зосереджені на винайденні раціональної системи утримання та годівлі, розробці питань біології розмноження, що сприяють підвищенню відтворювальної здатності тварин в клітинних умовах, профілактиці та лікуванні захворювань.
З 1950-х по 60-ті відбувалося нарощування товарних стад та увезення із-за кордону кольорових типів норок. Йде процес укрупнення ферм і поліпшення товарних якостей звірів, вдосконалюється система їхнього розведення та організації праці на фермах. Наприкінці 1970-х років розпочалося інтенсивне розведення кліткової норки й галузь почала набирати швидких темпів розвитку.
У 1990-2000-ні роки на тлі занепаду усього звірівництва в Україні хутровий бізнес зазнав значної скрути й потерпав від нестачі як кормів, так і грошей. Відбулося різке скорочення поголів'я, що призвело до банкрутства і закриття господарств. У період занепаду з 16 великих звірогосподарств України з вирощування норки та виробництва хутра, які функціонували за радянських часів, залишилося тільки чотири.
У першому десятиріччі XXI століття галузь звірівництва України почала повільно відновлюватися. Цей етап характеризується переходом більшої частини галузі у приватну власність та у спільні підприємства з іноземними інвестиціями, побудовою невеликих та відновленням законсервованих ферм, зростанням чисельності звірів, пристосуванням їх до нових технологічних умов існування, а також акліматизацією нових типів. Почала розводитись не тільки американо-канадська норка, а й скандинавська селекція — зокрема генотипи: scanbrown, scanblack, sapphire, pearl та махоган і блеккрос тощо.
У 2008 році було створено Асоціацію звірівників України, яка станом на 2019 рік об'єднує 7 ферм. Станом на 2019 рік члени АЗУ вклали близько 100 млн доларів США інвестицій у розвиток аграрного сектора України, забезпечили роботою близько 1500 працівників, що проживають переважно у сільській місцевості, щороку забезпечують до 70 млн доларів США експорту вітчизняної продукції та валютних надходжень в Україну, а також сплачують до бюджетів всіх рівнів, включаючи бюджети сільських рад, близько 30 млн грн на рік податкових платежів.
Члени АЗУ пройшли всі етапи сертифікації на відповідність вимогам європейської програми WelFur — найбільш передової у світі програми оцінки добробуту тварин третьою (незалежною) стороною. Програма WelFur визначає більш серйозні вимоги ніж ті, що передбачені законодавством ЄС, і її застосування визнане Європейською комісією інструментом саморегулювання. Всі члени АЗУ майже 100 % своєї продукції продають через світові аукціонні доми: Kopenhagen Fur (Данія), Sagafurs (Фінляндія) та NAFA (Канада).